# Volker Westphal (Polizist)
Volker Westphal (* 1954) ist ein deutscher pensionierter Bundespolizist und Fachbuchautor.

## Tätigkeit
Westphal war bei seiner Pensionierung Erster Polizeihauptkommissar bei der deutschen Bundespolizei und Diplom-Verwaltungswirt (FH). Er unterrichtete als Fachlehrer an der Bundespolizeiakademie in Lübeck und war dort mit der Fortbildung von Grenzpolizeibeamten auf nationaler und europäischer Ebene betraut. Darüber hinaus war er gastweise in Seminaren der Universität Leipzig tätig und hielt Vorträge bei den Hohenheimer Tagen zum Ausländerrecht.
Gemeinsam mit Edgar Stoppa ist er Autor des ausländerrechtlichen Standardwerks Ausländerrecht für die Polizei. 

## Werke (Auswahl)
- mit Sabine Brakemeier: Rechtsgrundlagen für Auslandseinsätze der Bundespolizei: Grundlagen und Einsatzbereiche, 2013, ISBN 978-3-938407-61-5
- mit Edgar Stoppa: Ausländerrecht für die Polizei, 3. Aufl. 2007, Verlag Volker Westphal, ISBN 978-3-00-023065-3